# Bassin de La Prairie
 (novembre 2020).
 (novembre 2020).
Si vous disposez d'ouvrages ou d'articles de référence ou si vous connaissez des sites web de qualité traitant du thème abordé ici, merci de compléter l'article en donnant les références utiles à sa vérifiabilité et en les liant à la section « Notes et références ».
Le bassin de La Prairie est un élargissement naturel du fleuve Saint-Laurent située en aval des rapides de Lachine et à proximité de Montréal, au Québec.
Il est coupé en deux entités hydrologiques différentes, le Petit Bassin de La Prairie et le Grand Bassin de La Prairie, par une digue artificielle qui isole la voie Maritime du Saint-Laurent. Quelques îles et îlots faisant partie de l'archipel d'Hochelaga y baignent.

## Localisation
Le bassin de La Prairie commence aux rapides de Lachine, délimité par l'île à Boquet au sud, l'île aux Hérons et l'île Rock au centre et la rive de Verdun au nord et termine aux abords du pont Victoria. Les arrondissements de Lasalle, Verdun, le Sud-Ouest et Ville-Marie, de la ville de Montréal, bordent le bassin au nord et à l'ouest, tandis que les villes de Sainte-Catherine, Delson, Candiac, La Prairie, Brossard, Longueuil et Saint-Lambert le borde au sud et à l'est.

## Hydrologie

### Affluence
Le bassin de La Prairie reçoit ses eaux majoritairement des Grands Lacs. De plus, la rivière des Outaouais contribue à l'apport hydrique. Toutefois, la composition chimique différente de ses eaux font en sorte que les deux masses d'eau se mélange peu, les eaux brunâtre de la rivière coulant en bordure de la rive nord, tandis que les eaux vertes des Grands-Lacs coulent au centre et en bordure de la rive sud. De plus, quatre tributaires de moindre importances apportent un peu d'eau dans le bassin, bien que l'apport soit peu signifiant, il s'agit des rivières Suzanne, du Portage (Saint-Régis), de la Tortue et Saint-Jacques.
Les eaux du Grand Bassin de La Prairie viennent intégralement des Rapides de Lachine, qui se caractérise par une dénivellation et un courant fort, tandis que les eaux du Petit Bassin de La Prairie viennent du Lac Saint-Louis, plus en amont, ainsi que des tributaires.

### Eaux souterraines
Les eaux souterraines dans la région n'ont pas été bien analysées, toutefois, les hypothèses actuelles suggèrent que l'aquifère régional est rechargé dans les Appalaches et les Adirondacks, l'eau s'écoulant ensuite perpendiculairement au fleuve, ce qui laisse croire qu'il pourrait y avoir un apport d'eau souterraine au niveau du Bassin de La Prairie.
L'aquifère local, est quant à lui encore moins étudié. Quelques puits sur l'île aux Hérons révèlent que la hauteur de la nappe phréatique est très près sous la surface du fleuve. De plus, une résurgence d'eau souterraine de l'aquifère local alimente un petit marais à l'ouest de la Presqu'île à Boquet.

### Vélocité
Les eaux sont relativement calmes dans la majorité du Grand Bassin de La Prairie. Quelques zones de courant modéré sont présentes aux abords des Rapides de Lachine. Des zones de courant modéré à fort sont toutefois présente à partir du pont Samuel-de-Champlain, là où le fleuve se rétrécit.
Les secteurs protégés ont une vélocité faible et parfois quasi nulle, par exemple dans le chenal de l'île des Sœurs ou la baie est de la Presqu'île à Boquet.
Les eaux du Petit Bassin de La Prairie ont une vélocité très faible. La faible vitesse de mouvement des eaux dans ce bassin fait d'ailleurs en sorte que les sédiments se déposent sur le fond.

### Bathymétrie
Le Bassin de La Prairie est peu profond, avec plus de 60% de sa superficie qui n'excède pas les 4 mètres de profondeur. La profondeur moyenne varie entre 2 et 5 mètres. Toutefois, au pied des rapides, la profondeur est en moyenne de 5 mètres avec la présence d'une fosse atteignant 10 mètres de profondeur au sud-est de l'île aux Hérons.

## Géographie physique
Le bassin de La Prairie comporte de nombreuses îles et îlots. Parmi ces derniers, on peut nommer l'île aux Hérons, l'île aux Chèvres, l'archipel des Sept-Sœurs, l'île Rock, l'île Alfed Rock, l'île Mud Pie, la batture aux Mouettes, l'île aux Seigneurs, la digue de la Voie Maritime ainsi qu'un ensemble d'îles naturelles et artificielles situées dans le Petit Bassin, entre Sainte-Catherine et Saint-Lambert.

### Géologie

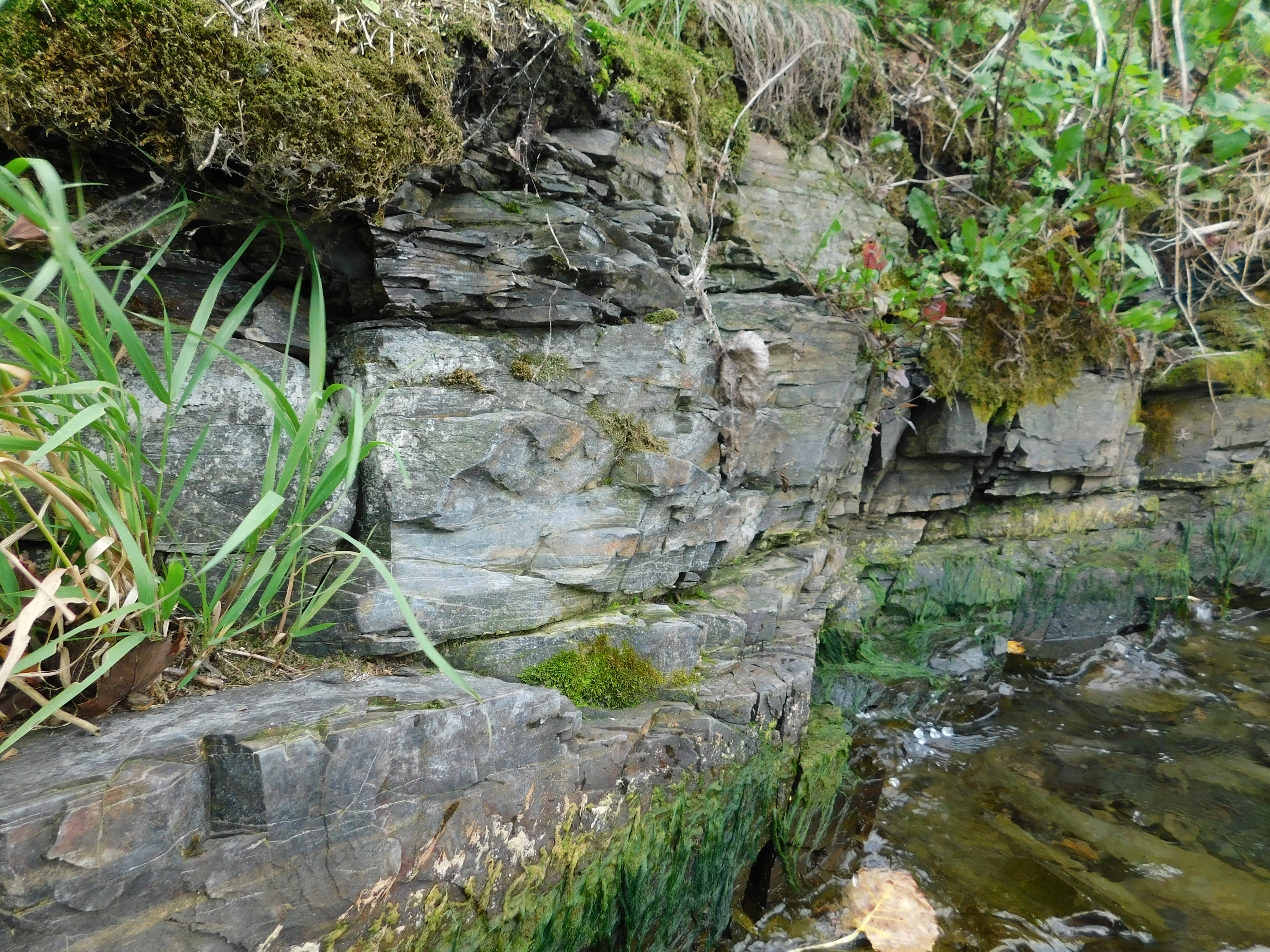
Roches sédimentaires sur la Presqu'île à Boquet

La zone fait partie de l'écorégion des Basses Terres du Saint-Laurent, une zone caractérisée par des roches sédimentaires. Une occurrence de vieille roche sédimentaire peut d'ailleurs être vu au nord de la Presqu'île à Boquet. Toutefois, des occurrences de roches métamorphiques, probablement des dykes du groupe des Montérégiennes (en raison de la proximité avec le mont Royal) peuvent être vus à plusieurs endroits dans le bassin, notamment à proximité de l'île aux Hérons.

### Zone riparienne et milieux humides
La zone riparienne est fortement modifiée, il reste peu de berges naturelles intactes. À l'exception de quelques centaines de mètres de berges à Sainte-Catherine ainsi que sur les îles du fleuve, la totalité des berges est modérément ou fortement modifiée.
Les milieux naturels dans la zone riparienne ont presque totalement disparus ou ont été fortement perturbés. Ainsi, il ne reste que quelques prairies humides, marais et marécages arborescent, notamment à Sainte-Catherine. Toutefois, les milieux naturels des plus grosses îles des Rapides sont en bon état.
Des herbiers aquatiques couvrant une superficie de plusieurs kilomètres carrés sont également présents dans le bassin. Parmi eux, on peut nommer le complexe herbier de La Prairie. Historiquement, il y avait également un important complexe herbier sur la pointe sud de l'île des Sœurs.

## Environnement et météorologie

### Météorologie
Les effets du bassin sur la météorologie sont peu étudiés, toutefois des tendances et hypothèses peuvent être considérées. La large surface plane et l'orientation du bassin permet au vent de s'engouffrer et atteindre des vitesses plus élevées que sur la terre. Ces puissants vents sont d'ailleurs connus localement, dans les villes de la rive-sud. Ces vents sont d'ailleurs responsables de l'un des pires carambolages de l'histoire du Québec, à La Prairie. Le 19 février 2020, en après-midi, des puissantes rafales venant du Petit Bassin de La Prairie emportèrent de la neige fine, de la poudreuse, et vinrent aveugler les automobilistes sur l'autoroute 15.
Durant l'été, la température de l'eau est inférieure à celle de la terre, ce qui génère une légère brise de mer. La surface plus froide contribuerait donc à affaiblir les orages à proximité en inhibant la convection. Toutefois, elle permet un apport supplémentaire en humidité.
Il est existe également un microclimat sur les îles. Ces derniers ayant un sol plus rocailleux et calcaire que les terres, le soleil réchauffe l'air plus que les terres. De plus, les mouvements des vagues des rapides de Lachine permettent un brassage de l'air qui fait ramener de l'air plus chaud qui se situe quelques mètres ou dizaines de mètres au-dessus du fleuve. Ainsi, les températures sont généralement plus élevées sur les îles et îlots du fleuve, ce qui permet à des espèces végétales rare d'y pousser.

### Flore
En raison des conditions météorologiques locales (températures plus élevées, ensoleillement, humidité) et des sols plus calcaires, des espèces rares poussent sur certaines îles.
On retrouve sur l'île Rock l'une des rares colonies de carmantine d'Amérique au Québec, une espèce menacée.
Sur l'île aux Chèvres se trouve la seule occurrence connue au Québec de Onosmodium molle var. hispidissimon[réf. souhaitée].
Une occurrence d'aubépine a également été découverte sur la presqu'île à Boquet[réf. souhaitée].

### Contamination
En raison du courant plus fort, de la grande quantité d'eau et du peu d'industries avoisinantes, les eaux du Grand Bassin de La Prairie ne sont pas contaminées. Toutefois, le Petit Bassin de La Prairie est considéré comme zone aquatique contaminée, notamment en raison des industries de Sainte-Catherine, de la faible vitesse du courant et des concentrations élevées de contaminants issues de l'agriculture.

## Panorama et industrie récréotouristique
La rive sud et particulièrement la digue de la Voie Maritime offre un panorama exceptionnel sur Montréal, les ponts enjambant les fleuves et les Montérégiennes.

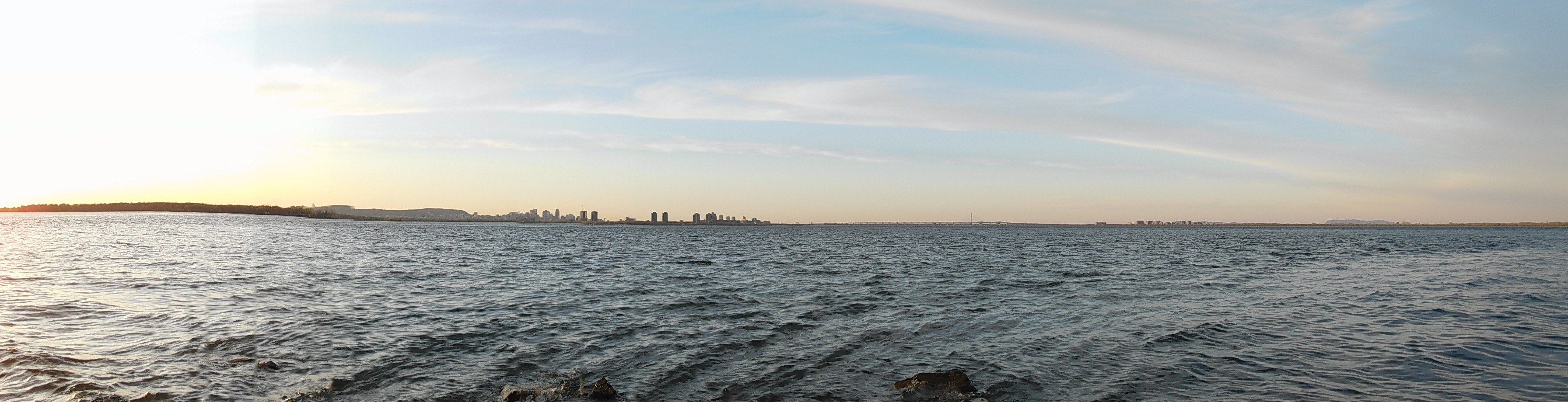
L'île aux Hérons et Montréal à gauche, le pont Samuel-de-Champlain, Brossard et le mont Saint-Hilaire à droite

Diverses activités récréotouristiques ont lieu à proximité du bassin de La Prairie, notamment le RécréoParc, la piste cyclable de la digue, le parc de l'Honorable George-O'-Reilly, le parc du Quai-de-la-Tortue, le parc des Rapides, le parc Maynard-Ferguson et le parc Jean-Drapeau.